# Chloroclystis icteraria
Chloroclystis icteraria är en fjärilsart som beskrevs av Swinhoe 1903. Chloroclystis icteraria ingår i släktet Chloroclystis och familjen mätare. Inga underarter finns listade i Catalogue of Life.